# SV Allstedt
Der SV Allstedt ist ein deutscher Mehrspartensportverein, der in der Stadt Allstedt in Sachsen-Anhalt ansässig ist. 

## Porträt

### Betriebssportgemeinschaft
Nach dem Ende des Zweiten Weltkriegs waren in der Sowjetischen Besatzungszone (SBZ) zunächst nur lose organisierte Sportgemeinschaften (SG) zugelassen. In Allstedt hatte sich eine solche SG gebildet, die sich 1947/48 an der Qualifikation zur 1. Fußball-Ostzonenmeisterschaft beteiligte. Über die Bezirksmeisterschaft Südharz erreichten die Allstedter das Viertelfinale in Sachsen-Anhalt, unterlagen dort aber der SG Freiimfelde Halle mit 0:3. Zur Saison 1948/49 wurde in Sachsen-Anhalt erstmals eine Fußball-Landesklasse eingerichtet, die eine der fünf höchsten Fußball-Ligen in der SBZ war und zur Ermittlung des Landesmeisters führte. Die SG Allstedt war eine von 20 Mannschaften, aufgeteilt in zwei Staffeln, die sich an der Landesklasse beteiligten, und erreichte am Ende Platz sieben in der Südstaffel. Im Laufe des Jahres wurde die Sportgemeinschaft in eine Betriebssportgemeinschaft (BSG) umgewandelt, deren Trägerbetrieb das Walzwerk Allstedt wurde. Die BSG führte den Namen „Stahl Walzwerk Allstedt“. Die Landesklasse war durch die Einführung der neuen Fußball-Zonenliga (später DDR-Oberliga) in der Saison 1949/50 nur noch zweitklassig, die BSG Stahl beendete die Spielzeit als Tabellenletzter und musste absteigen. Sie spielte zunächst zwei Spielzeiten in der Bezirksklasse, die nach Einführung der zweitklassigen DDR-Liga vierte Spielklasse war. 
Nach Gründung der DDR-Bezirke wurde Allstedt 1952/53 in die Bezirksklasse Halle eingeordnet, und die BSG erhielt mit der örtlichen LPG einen neuen Trägerbetrieb und mit „Traktor Allstedt“ einen neuen Namen. Die Bezirksklasse Halle blieb zunächst bis 1955 viertklassig, wurde aber mit Einführung der neuen drittklassigen II. DDR-Liga ab 1956 zur fünften Spielklasse. Bis 1956 bewegte sich die BSG Traktor in der unteren Hälfte der Bezirksklasse. 1956 schloss sie die Saison (von nun an im Kalenderjahr-Rhythmus) mit Rang zehn ab, anschließend teilte der Fußball-Bezirksfachausschuß Halle die Bezirksklasse in eine A- und eine B-Liga ein, wobei die B-Liga nur noch sechstklassig war. Rang zehn reichte nicht mehr für die Bezirksklasse A, sodass Allstedt ab 1957 nur noch in Liga 6 spielte. 1959 gab es für die BSG erneut einen Trägerwechsel, die Stadtverwaltung übernahm die Unterstützung, und der Name änderte sich in „BSG Einheit“. 
Die Saison 1961/62 (Rückkehr zum Sommer-Frühjahr-Rhythmus) wurde zum Tiefpunkt der Entwicklung des Fußballs in Allstedt. In ihrer Staffel wurde die BSG Einheit nur Elfter und musste in die Kreisliga absteigen. Auf Kreisniveau verharrten die Allstedter bis 1970. In dieser Zeit kehrte die BSG wieder unter das Dach des Walzwerkes, das inzwischen zum VEB Mansfeld Kombinat gehörte. Entsprechend hatte sich der Name der BSG in „Mansfeld Kombinat (MK) Allstedt“ geändert. In der Spielzeit 1969/70 gelang der BSG die Rückkehr in die Bezirksklasse, die nun wieder eingleisig und viertklassig war. Bis auf die Saison 1972/73 (nach erneutem Abstieg) spielte MK Allstedt bis 1986 in der Bezirksklasse. Die Spielzeit 1985/86 gestaltete sich zum größten Erfolg der BSG MK, als sie den Aufstieg in die Bezirksliga Halle schaffte. Die Qualität der Mannschaft reichte jedoch nicht für die Drittklassigkeit, und so stieg sie nach einem Jahr wieder ab. In der Bezirksklasse verblieb Allstedt bis zum Ende des DDR-Fußballspielbetriebes. Die Saison 1989/90 schloss die BSG Mansfeld Kombinat mit dem dritten Platz ab.

### Sportverein
Nach den wirtschaftlichen Veränderungen infolge der politischen Wende 1989/90 brach das System der Betriebssportgemeinschaften zusammen, und an ihrer Stelle gründeten sich neue Vereine nach bundesdeutschem Recht. Nachdem das Mansfeld Kombinat die Unterstützung für die Allstedter BSG beendet hatte, gründeten BSG-Mitglieder noch 1990 den eingetragenen Verein „Sportverein (SV) Allstedt“. Es entwickelten sich Sportarten wie Fußball, Handball, Kegeln, Rollhockey, Tennis, Tischtennis und Gymnastik. Die Fußballmannschaft wurde 1990 innerhalb des neu gegründeten Fußballverbandes Sachsen-Anhalt in die drittklassige Bezirksklasse Halle eingeordnet (5. Liga im Nordostdeutschen Fußballverband). 2004/05 spielten die Allstedter Fußballer in der Landesliga Sachsen-Anhalt, 2013/14 in der achtklassigen Landesklasse. Danach stiegen sie in die Kreisoberliga Mansfeld-Südharz ab. Die Fußball-Frauenmannschaft spielt seit 2009 in der Landesliga. Zur erfolgreichsten Sportabteilung des SV Allstedt entwickelte sich Rollhockey. 2015 spielte die Rollhockey-Mannschaft in der 2. Rollhockey-Bundesliga.